# Leptodactylus furnarius
Espèce
Statut de conservation UICN

 LC  : Préoccupation mineure
Leptodactylus furnarius est une espèce d'amphibiens de la famille des Leptodactylidae.

## Répartition
Cette espèce est se rencontre :
- au Brésil du Mato Grosso vers Bahia et le Tocantins ;

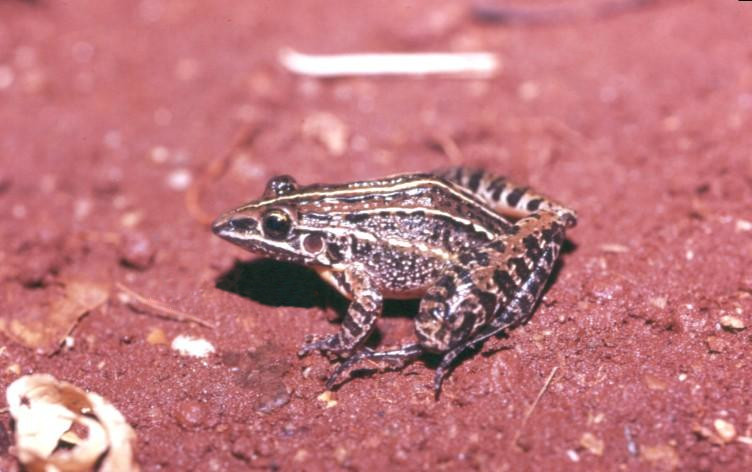
Leptodactylus furnarius

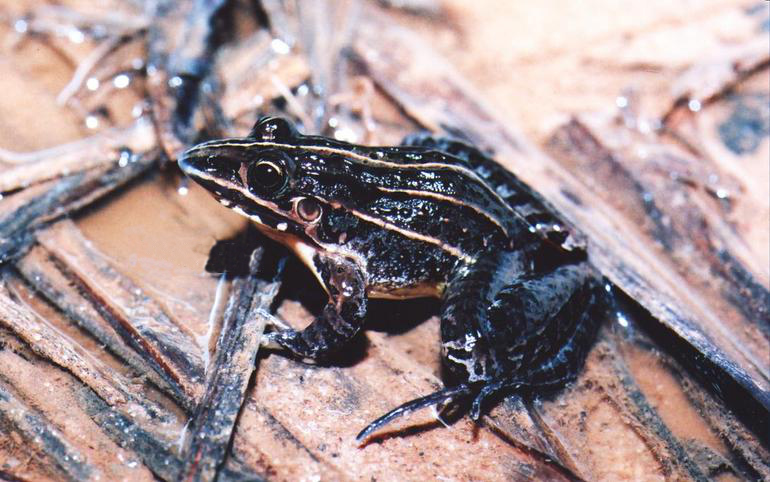
Leptodactylus furnarius

- en Uruguay ;
- au Paraguay ;
- dans le nord-est de l'Argentine.

## Étymologie
Son nom d'espèce, du latin, furnarius, « le potier », lui a été donné en référence aux chambres d'incubation construites par cette espèce similaires à des fours pour cuire les poteries.

## Publication originale
- Sazima & Bokermann, 1978 : Cinco novas espécies de Leptodactylus do centro e sudeste brasileiro (Amphibia, Anura, Leptodactylidae). Revista Brasileira de Biologia, vol. 38, no 4, p. 899-912.